# 斯德哥爾摩公約

已加入斯德哥爾摩公約的地區。

《斯德哥爾摩公約》（英語：Stockholm Convention on Persistent Organic Pollutants）是有關環境保護的國際公約，目的在禁用或限制生產持久性有機污染物。

## 歷史
1995年，联合国环境署呼籲全球應針對持久性有機污染物採取一些必要的行動，而持久性有機污染物的定義為「存在於或堆積於動植物體內的、在自然環境中長期循環的對人類有害的化學品物質」。其後，政府間化學品安全論壇（英語：Intergovernmental Forum on Chemical Safety，簡稱 IFCS）和國際化學品安全規劃署（英語：International Programme on Chemical Safety，簡稱 IPCS）編寫了一份評估的12個危害環境最嚴重的化學品。
2001年5月23日，最初的公約協商在斯德哥爾摩結束，各國已經完成公約的談判與協商。2004年5月17日，最初的128個團體和151個簽署國已經批准公約，公約正式生效。共同簽署同意禁用9項持久性有機污染物。公約並同意如果有新的化學品符合某些持續性和跨界威脅的標準，可以審查和補充該公約。
2009年5月8日，在日內瓦的公約會議上，公約加入了新一批化學品的管制。

## 公約的主要內容
- 艾氏劑、狄拉克、異狄氏劑、氯丹、七氯、毒殺芬、滅蟻靈、六氯苯、多氯聯苯的禁用
- 滴滴涕生產和使用的限制（只允許使用對抗瘧疾）
- 減少排放多氯二苯并二噁英和多氯二苯并呋喃类化合物
- 在2025年以前，停用多氯聯苯，希望在2028年全面禁用
- 支援開發中國家尋找替代品

2009年5月，联合国四次会议上添加的，将逐步禁止生产和使用的9种有机污染物：
- α-六氯环己烷、β-六氯环己烷、γ-六氯环己烷（六六六）、十氯酮、五氯苯、六溴联苯、全氟辛磺酸、全氟辛磺酸盐和全氟辛磺酰氯、四溴联苯醚、五溴联苯醚、六溴联苯醚、七溴联苯醚

## 外部連結
- 官方網站
  - 公約內容 英文 - 簡體中文 （页面存档备份，存于）
- 世界衛生組織 （页面存档备份，存于）
- 台灣參予斯德哥爾摩公約的程度